# Seat Altea
 For alternative betydninger, se Seat Altea (flertydig). (Se også artikler, som begynder med Seat Altea)
SEAT Altea (type 5P) er en bilmodel fra den spanske bilfabrikant SEAT, introduceret i 2004. Modellen er en kompakt MPV baseret på Volkswagen Groups A5 (PQ35)-platform, som også benyttes til bl.a. Volkswagen Golf V, Volkswagen Touran I, Audi TT og Škoda Octavia II. En bemærkelsesværdig detalje ved Altea er de modsat hinanden stående forrudeviskere, som i parkeringsstilling ligger bag blænder på A-søjlen.
Produktionen af Altea blev indstillet i sommeren 2015 uden direkte efterfølger.

## Udvikling og præsentation
SEAT Altea blev første gang præsenteret for offentligheden som prototype i 2003. På European Motorshow 2003 i Bruxelles vandt SEAT's daværende chefdesigner, Walter Maria de’Silva, designprisen fra forbundet af europæiske designere i kategorien konceptbiler for Altea-prototypen. Altea præsenterede også designkarakteristika for fremtidige SEAT-modeller for offentligheden. Dertil hørte det uforvekslelige frontparti med den store kølergrill med SEAT-logoet og omrandet af krom, samt de ved frontspoileren begyndende, og op over forskærmene stigende sidelinjer, som skulle bringe konceptet SEAT – auto emoción til udtryk. Den endelige model, som i vidt omfang var identisk med prototypen, blev præsenteret på Geneve Motor Show 2004, og vandt prisen "red dot: best of the best" i kategorien trafik for sin designkvalitet.

## Navnets oprindelse
Ligesom flere andre SEAT-modeller er Altea opkaldt efter en spansk by. Altea ligger ved Costa Blanca ca. 50 km nordøst for Alicante og har ca. 21.000 indbyggere.

## Modelvarianter

### Altea FR
På Frankfurt Motor Show 2005 blev der præsenteret en sportslig version med navnet Altea FR som konceptstudie. Serieversionen kom på markedet i februar 2006 med valg mellem en benzinmotor med 147 kW (200 hk) og en dieselmotor med 125 kW (170 hk). Benzinmotoren er en 2,0-liters turbomotor med direkte indsprøjtning (TFSI), som også gjorde tjeneste i Volkswagen Golf GTI og SEAT León FR. 2,0 TDI-motoren blev også benyttet i Volkswagen Golf GT. FR kan udefra kendes på en dobbelt 70 mm-udstødningsrør, 17"-alufælge med dæk af dimension 225/45 samt mulighed for bixenonforlygter og 18"-alufælge.

### Altea XL
Altea XL er en 18,7 cm forlænget version af Altea, som blev præsenteret på Paris Motor Show i september 2006. Den kunne fås med benzinmotorer fra 75 kW (102 hk) til 118 kW (160 hk) og dieselmotorer fra 77 kW (105 hk) til 125 kW (170 hk).
Bagagerummet kan rumme 460 liter, og yderligere 120 liter i et opbevaringsrum under den sammenklappelige og udtagelige bagagerumsbund.

### Altea Freetrack
Den på Altea XL baserede Freetrack blev præsenteret som SUV-studie i 2007. Ligesom denne havde serieversionen, som var SEAT's første SUV, en ca. 4 cm større frihøjde og firehjulstræk, men kunne også leveres med kun forhjulstræk. Motorprogrammet omfattede en benzinmotor med 147 kW (200 hk; fra 2009 155 kW (211 hk)) og en dieselmotor med 125 kW (170 hk). Senere fulgte dieselmotorer med 103 kW (140 hk) og 77 kW (105 hk). Udenpå var Altea Freetrack udstyret med forskellige dele i offroadoptik.
- SEAT Altea FR (2005–2009)
- SEAT Altea XL (2006–2009)
- SEAT Altea Freetrack 4WD (2007–2009)

## Facelift
I foråret 2009 gennemgik hele Altea-serien et facelift med let modificerede karrosseridele (en bagrude som går til bagklappens kant, let modificerede baglygter, modificerede frontskørter og større sidespejle) samt en revideret kabine med bl.a. et nyt instrumentbræt, hvid instrumentbelysning, et nyt rat og dyrere interiørmaterialer.
Også motorprogrammet blev ændret, så¨2,0-liters sugemotoren med 110 kW (150 hk), som i den sidste tid kun kunne leveres med automatgear, blev taget af programmet og afløst af en 1,8-liters TSI-motor med 118 kW (160 hk), som også kunne leveres med DSG-gearkasse. 2,0-liters dieselmotoren med 125 kW (170 hk) fik samtidig commonrail- i stedet for pumpe/dyse-indsprøjtning.
I forsommeren 2010 tilkom en 1,2-liters TSI-motor med 77 kW (105 hk) og sekstrins gearkasse, som afløste den ikke Euro5-kompatible 1,6-litersmotor med 75 kW (102 hk). Motoren fortsatte dog som LPG/benzin-motor.

## Udstyr
- Basic: Fås kun til 1,4. Omfatter bl.a. 6 airbags, ABS, ASR og ESP, afbryder til passagerairbag, startspærre, servostyring, fjernbetjent centrallåsesystem, indfarvede kofangere, el-spejle, el-ruder foran og radio med cd/mp3-afspiller.
- Reference: Fås til 1,2 TSI, 1,4 TSI og 1,6 TDI. Omfatter det samme som Basic, samt dæktrykssensor, forlygtevaskere, opvarmede sprinklerdyser, Climatic semiautomatisk aircondition, kørecomputer, udetermometer og sædevarme.
- Style: Fås til 1,2 TSI, 1,4 TSI, 1,8 TSI, 1,6 TDI og 2,0 TDI. Omfatter det samme som Reference, samt foldbare sidespejle, tågeforlygter, Climatronic fuldautomatisk aircondition, højdejusterbart passagersæde, lædergearknop og -rat og 16" alufælge.

## Tekniske data

### Benzinmotorer
| Model                                       | 1.4                                                  | 1.6                                                  | 1.6 LPG1                                             | 1.2 TSI                                           | 1.4 TSI                                           | 1.8 TSI                                           | 2.0 FSI                                           | 2.0 TFSI/TSI                                      |
| ------------------------------------------- | ---------------------------------------------------- | ---------------------------------------------------- | ---------------------------------------------------- | ------------------------------------------------- | ------------------------------------------------- | ------------------------------------------------- | ------------------------------------------------- | ------------------------------------------------- |
| Byggeperiode                                | 2006−2015                                            | 2004−2010                                            | 2010−2015                                            | 2010−2015                                         | 2007−2015                                         | 2007−2015                                         | 2004−2009                                         | 2006−2009                                         |
| Motorkendebogstaver                         | BXW/CGGB                                             | BGU/BSE/BSF                                          | CHGA                                                 | CBZB                                              | CAXC                                              | BZB/CDAA                                          | BLR/BVY                                           | BWA                                               |
| Motortype og cylinderantal                  | 4-cylindret benzinmotor med multipoint-indsprøjtning | 4-cylindret benzinmotor med multipoint-indsprøjtning | 4-cylindret benzinmotor med multipoint-indsprøjtning | 4-cylindret benzinmotor med direkte indsprøjtning | 4-cylindret benzinmotor med direkte indsprøjtning | 4-cylindret benzinmotor med direkte indsprøjtning | 4-cylindret benzinmotor med direkte indsprøjtning | 4-cylindret benzinmotor med direkte indsprøjtning |
| Trykladning                                 | —                                                    | —                                                    | —                                                    | Turbolader                                        | Turbolader                                        | Turbolader                                        | —                                                 | Turbolader                                        |
| Ventiler                                    | 16                                                   | 8                                                    | 8                                                    | 8                                                 | 16                                                | 16                                                | 16                                                | 16                                                |
| Slagvolume                                  | 1390 cm³                                             | 1595 cm³                                             | 1595 cm³                                             | 1197 cm³                                          | 1390 cm³                                          | 1798 cm³                                          | 1984 cm³                                          | 1984 cm³                                          |
| Max. effekt ved omdr./min.                  | 63 kW (86 hk)/ 5000                                  | 75 kW (102 hk)/ 5600                                 | 72 kW (98 hk)/ 5600                                  | 77 kW (105 hk)/ 5000                              | 92 kW (125 hk)/ 5000                              | 118 kW (160 hk)/ 4500−6200                        | 110 kW (149 hk)/ 6000                             | 147 kW (200 hk)/ 5100−6000                        |
| Max. drejningsmoment, Nm ved omdr./min.     | 132 Nm/ 3600−3800                                    | 148 Nm/ 3800                                         | 144 Nm/ 3800                                         | 175 Nm/ 1550−4100                                 | 200 Nm/ 1500−4000                                 | 250 Nm/ 1500−4500                                 | 200 Nm/ 3500                                      | 280 Nm/ 1800−5000                                 |
| Gearkasse, standardudstyr                   | 5-trins manuel                                       | 5-trins manuel                                       | 5-trins manuel                                       | 6-trins manuel                                    | 6-trins manuel                                    | 6-trins manuel                                    | 6-trins manuel                                    | 6-trins manuel                                    |
| Gearkasse, ekstraudstyr                     | —                                                    | —                                                    | —                                                    | —                                                 | —                                                 | 7-trins DSG                                       | 6-trins Tiptronic                                 | 6-trins DSG                                       |
| Tophastighed2                               | 169 km/t                                             | 181 km/t                                             | 178 km/t                                             | 180 km/t                                          | 194 km/t                                          | 210 km/t                                          | 206 km/t (203 km/t)                               | 220 km/t                                          |
| Acceleration 0-100 km/t2                    | 14,8 sek.                                            | 13,2 sek.                                            | 13,8 sek.                                            | 11,7 sek.                                         | 10,3 sek.                                         | 8,4 sek.                                          | 9,6 sek. (aut.: 10,1 sek.)                        | 7,7 sek.                                          |
| Brændstofforbrug (efter EØF-retningslinje)2 | 15,4 km/l                                            | 13,0 km/l                                            |                                                      | 17,5 km/l                                         | 15,6 km/l                                         | 14,1 km/l (14,7 km/l)                             | 12,2 km/l (11,1 km/l)                             | 12,3 km/l                                         |
| CO2-udslip2                                 | 152 g/km                                             | 185 g/km                                             | 159 g/km                                             | 132 g/km                                          | 152 g/km                                          | 165 g/km (157 g/km)                               | 197 g/km (216 g/km)                               | 196 g/km                                          |

### Dieselmotorer
| Model                                       | 1.6 TDI                                              | 1.6 TDI                                              | 1.9 TDI                                              | 1.9 TDI                                              | 2.0 TDI                                              | 2.0 TDI                                              | 2.0 TDI                                              | 2.0 TDI                                              | 2.0 TDI                                              | 2.0 TDI                                              |
| ------------------------------------------- | ---------------------------------------------------- | ---------------------------------------------------- | ---------------------------------------------------- | ---------------------------------------------------- | ---------------------------------------------------- | ---------------------------------------------------- | ---------------------------------------------------- | ---------------------------------------------------- | ---------------------------------------------------- | ---------------------------------------------------- |
| Byggeperiode                                | 2010−2015                                            | 2009−2015                                            | 2009−2010                                            | 2004−2009                                            | 2004−2007                                            | 2004−2010                                            | 2005−2010                                            | 2006−2009                                            | 2010−2015                                            | 2009−2010                                            |
| Motorkendebogstaver                         | CAYB                                                 | CAYC                                                 | BXF                                                  | BJB/BKC/BXE/BLS                                      | AZV                                                  | BKD                                                  | BMM                                                  | BMN                                                  | CFHC                                                 | CEGA                                                 |
| Motortype og cylinderantal                  | 4-cylindret dieselmotor med commonrail-indsprøjtning | 4-cylindret dieselmotor med commonrail-indsprøjtning | 4-cylindret dieselmotor med pumpe/dyse-indsprøjtning | 4-cylindret dieselmotor med pumpe/dyse-indsprøjtning | 4-cylindret dieselmotor med pumpe/dyse-indsprøjtning | 4-cylindret dieselmotor med pumpe/dyse-indsprøjtning | 4-cylindret dieselmotor med pumpe/dyse-indsprøjtning | 4-cylindret dieselmotor med pumpe/dyse-indsprøjtning | 4-cylindret dieselmotor med commonrail-indsprøjtning | 4-cylindret dieselmotor med commonrail-indsprøjtning |
| Trykladning                                 | Turbolader                                           | Turbolader                                           | Turbolader                                           | Turbolader                                           | Turbolader                                           | Turbolader                                           | Turbolader                                           | Turbolader                                           | Turbolader                                           | Turbolader                                           |
| Ventiler                                    | 16                                                   | 16                                                   | 8                                                    | 8                                                    | 16                                                   | 16                                                   | 8                                                    | 16                                                   | 16                                                   | 16                                                   |
| Slagvolume                                  | 1598 cm³                                             | 1598 cm³                                             | 1896 cm³                                             | 1896 cm³                                             | 1968 cm³                                             | 1968 cm³                                             | 1968 cm³                                             | 1968 cm³                                             | 1968 cm³                                             | 1968 cm³                                             |
| Max. effekt ved omdr./min.                  | 66 kW (90 hk)/ 4200                                  | 77 kW (105 hk)/ 4400                                 | 66 kW (90 hk)/ 4000                                  | 77 kW (105 hk)/ 4000                                 | 100 kW (136 hk)/ 4000                                | 103 kW (140 hk)/ 4000                                | 103 kW (140 hk)/ 4000                                | 125 kW (170 hk)/ 4200                                | 103 kW (140 hk)/ 4200                                | 125 kW (170 hk)/ 4200                                |
| Max. drejningsmoment, Nm ved omdr./min.     | 230 Nm/ 1500−2500                                    | 250 Nm/ 1500−2500                                    | 210 Nm/ 1800−2500                                    | 250 Nm/ 1900                                         | 320 Nm/ 1750−2500                                    | 320 Nm/ 1750−2500                                    | 320 Nm/ 1750−2500                                    | 350 Nm/ 1750−2500                                    | 320 Nm/ 1750−2500                                    | 350 Nm/ 1750−2500                                    |
| Partikelfilter                              | Ja                                                   | Ja                                                   | Nej                                                  | Ja/Nej                                               | Nej                                                  | Nej                                                  | Ja                                                   | Ja                                                   | Ja                                                   | Ja                                                   |
| Gearkasse, standardudstyr                   | 5-trins manuel                                       | 5-trins manuel                                       | 5-trins manuel                                       | 5-trins manuel                                       | 6-trins manuel                                       | 6-trins manuel                                       | 6-trins manuel                                       | 6-trins manuel                                       | 6-trins manuel                                       | 6-trins manuel                                       |
| Gearkasse, ekstraudstyr                     | —                                                    | 7-trins DSG                                          | —                                                    | 6-trins DSG                                          | 6-trins DSG                                          | 6-trins DSG                                          | 6-trins DSG                                          | —                                                    | 6-trins DSG                                          | 6-trins DSG                                          |
| Tophastighed                                | 172 km/t                                             | 183 km/t                                             | 183 km/t                                             | 183 km/t                                             | 199 km/t                                             | 201 km/t                                             | 201 km/t                                             | 208 km/t                                             | 201 km/t                                             | 211 km/t                                             |
| Acceleration 0-100 km/t1                    | 13,8 sek.                                            | 12,2 sek.                                            | 12,6 sek.                                            | 12,3 sek. (12,7 sek.)                                | 10,0 sek. (9,9 sek.)                                 | 9,9 sek. (9,8 sek.)                                  | 9,9 sek. (9,8 sek.)                                  | 8,6 sek.                                             | 9,7 sek.                                             | 8,7 sek.                                             |
| Brændstofforbrug (efter EØF-retningslinje)1 |                                                      | 22,2 km/l                                            |                                                      | 18,5 km/l (16,7 km/l)                                |                                                      | 17,1 km/l (16,7 km/l)                                | 17,2 km/l (15,6 km/l)                                | 16,1 km/l                                            | 20,4 km/l (18,2 km/l)                                | 17,9 km/l                                            |
| CO2-udslip1                                 | 126 g/km                                             | 119 g/km (129 g/km)                                  | 142 g/km                                             | 145 g/km (159 g/km)                                  | 158 g/km (162 g/km)                                  | 158 g/km (162 g/km)                                  | 154 g/km (172 g/km)                                  | 167 g/km                                             | 129 g/km (144 g/km)                                  | 146 g/km                                             |